# Sergiy Matveyev
Sergiy Matveyev (em ucraniano:  Сергій Леонідович Матвєєв; Myronivka, 29 de janeiro de 1975) é um ciclista olímpico ucraniano, especialista em contrarrelógio. Ele foi membro da equipe de Panaria-Navigare de 2001 até 2007.